# Nama dichotomum
Nama dichotomum là loài thực vật có hoa trong họ Mồ hôi. Loài này được (Ruiz & Pav.) Choisy mô tả khoa học đầu tiên năm 1833.